# Dalechowice
Dalechowice [pronunciación en polaco: /dalɛxɔˈvit͡sɛ/] es un pueblo ubicado en el distrito administrativo de Gmina Kazimierza Wielka, dentro del Condado de Kazimierza, Voivodato de Świętokrzyskie, en el sur de Polonia central. Se encuentra aproximadamente a 9 kilómetros al sur de Kazierza Wielka y a 77 kilómetros al sur de la capital regional Kielce.